# 侯犯
侯犯（?—?），春秋时期鲁国人，叔孙氏的家臣。
侯犯是郈邑的马正。郈邑宰公若藐反对叔孙州仇作为叔孙成子的继承人。叔孙成子还是立了叔孙州仇。叔孙成子死后，叔孙州仇派侯犯谋杀公若藐。侯犯的管马人拿着剑经过朝廷，公若藐要细看这剑，管马人假装不懂礼节而把剑尖递给他。公若藐说：“你要把我当吴王僚吗？”管马人就杀死了公若。不久，侯犯带领郈人叛变了叔孙氏。前500年（周敬王二十年、鲁定公十年）秋，叔孙州仇联合齐军包围郈地，郈地的工匠官驷赤说：“下臣的事情在《扬之水》这首诗最后一章的四个字上了。”驷赤于是建议侯犯事奉齐国以统治百姓。侯犯听从了。齐使前来，驷赤又对郈地人说，侯犯准备把郈地和齐国交换，齐国人准备迁走郈地的百姓。驷赤又建议侯犯把郈地向齐国人交换齐国的土地，而且多准一些皮甲，放在门里以防意外。侯犯同意了，而且请求在齐国换一块土地，齐国的官员要求视察郈地。驷赤派人宣传齐军队到了，郈地人害怕，穿上侯犯准备好的皮甲来包围侯犯。驷赤要射这些人，被侯犯阻止。侯犯请求出走，郈地人同意。驷赤先去宿地，侯犯走在最后。每出一道门，郈地人就关上这道门。到了外城门，大家拦住侯犯，让他留下叔孙氏的皮甲，以免郈地人治罪。驷赤说叔孙氏的皮甲有标记，自己没有敢带出去。侯犯让驷赤留下来同郈地人数数。驷赤于是得以留下。侯犯逃亡到齐国，齐国就把郈地送还给鲁国。